# Lista de Gardiner
| R8 | S43 | Z3 |

| R8 | S43 | Z3 |

La lista de Gardiner es una clasificación de los jeroglíficos egipcios en 26 subgrupos que el egiptólogo británico Alan Gardiner realizó en su Gramática de la lengua egipcia. Estos subgrupos suman 743 jeroglíficos más veinte variantes, y se consideran de obligada referencia en el estudio de los jeroglíficos del Antiguo Egipto. Gardiner solo listó las formas más comunes, ya que el número total superaba los 6000 en el periodo greco-romano, aunque en épocas anteriores se usaban menos de mil (unos 750 durante el Imperio Medio).
Los jeroglíficos son imágenes de seres o elementos reconocibles (salvo unos pocos recogidos en el grupo Aa). Están estandarizados, y su simplificación originó la escritura hierática y posteriormente la demótica.

## Orientación
La escritura puede seguir cualquier dirección; la forma más antigua era escribirlos en columnas. Posteriormente se comenzaron a escribir en líneas horizontales, generalmente de derecha a izquierda y de arriba abajo. La escritura de izquierda a derecha se usaba también, aunque con ciertas condiciones, como acompañando a imágenes con esa orientación o para jugar con la simetría: hay casos de textos escritos en dos columnas, y en cada una de ellas las líneas horizontales se leen en diferente sentido.
No hay signos de puntuación o espacios que indiquen división entre palabras o frases, aunque muchas palabras solían acabar con un determinativo. El orden de los jeroglíficos respetaba algunas normas de prestigio: el nombre de los dioses se colocaba al principio de los nombres teóforos o de los epítetos.

## Tipos
- Ideogramas o logogramas: son jeroglíficos que representan ideas, seres u objetos de manera gráfica, sin función fonética, como | O1 |, que significa casa.
- Determinativos: indican la función semántica del jeroglífico, como | D54 |, que indica movimiento: caminar, acercarse.
- Fonogramas: son representaciones de sonidos, como | D59 |: sonido ˁb (ab). Algunos ideogramas podían ser también fonogramas. Así, | D21 | es el ideograma de boca y juicio, pero también es el fonograma de R.
  - Signos silábicos: jeroglíficos que representan dos, tres o más consonantes: | H2 | representa el sonido ushm.

## Grupos
- Grupo A: el hombre y sus ocupaciones.
- Grupo B: la mujer y sus ocupaciones.
- Grupo C: deidades con forma humana.
- Grupo D: partes del cuerpo humano.
- Grupo E: mamíferos.
- Grupo F: partes del cuerpo de los mamíferos.
- Grupo G: aves.
- Grupo H: partes del cuerpo de las aves.
- Grupo I: anfibios y reptiles.
- Grupo K: peces y partes de peces.
- Grupo L: invertebrados y otros animales.
- Grupo M: árboles y otras plantas.
- Grupo N: el cielo, la tierra y el agua.
- Grupo O: edificios y partes de edificios.
- Grupo P: barcas y partes de barcas.
- Grupo Q: mobiliario.
- Grupo R: templos.
- Grupo S: coronas y cetros.
- Grupo T: guerra y caza.
- Grupo U: agricultura y artesanía.
- Grupo V: cuerdas, cestería, etc.
- Grupo W: vasijas de piedra y cerámica.
- Grupo X: panes y pasteles.
- Grupo Y: escritura, juegos y música.
- Grupo Z: trazos y figuras geométricas.
- Grupo Aa: jeroglíficos sin clasificar.